# Бачци
Бачци су насељено мјесто у Босни и Херцеговини, у граду Горажду, које административно припада Федерацији Босне и Херцеговине. Према попису становништва из 2013. у насељу је живјело 1.120 становника.

## Становништво
| Националност       | 1991.          | 1981.        | 1971.        |
| Муслимани          | 1.221 (85,92%) | 888 (78,72%) | 867 (85,25%) |
| Срби               | 180 (12,66%)   | 144 (12,76%) | 142 (13,96%) |
| Хрвати             | 1 (0,07%)      | 1 (0,08%)    | 0            |
| Југословени        | 11 (0,77%)     | 94 (8,33%)   | 4 (0,39%)    |
| остали и непознато | 8 (0,56%)      | 1 (0,08%)    | 4 (0,39%)    |
| Укупно             | 1.421          | 1.128        | 1.017        |